# Romain Faivre
Pour les articles homonymes, voir Faivre.
Romain Faivre, né le 14 juillet 1998 à Asnières-sur-Seine (Hauts-de-Seine), est un footballeur français qui évolue au poste de milieu droit à l'AFC Bournemouth. 
Il possède également la nationalité algérienne.

## Biographie

### En club
Arrivé à l'AS Monaco en 2017, il fait ses débuts sous l'égide de Thierry Henry à l'occasion d'un match de Coupe de la Ligue contre le FC Lorient le 19 décembre 2018.
Après une saison 2019-2020 passée avec l'équipe réserve, il signe au Stade brestois 29 à l'été 2020. Auteur d'un début de saison prometteur, il est notamment buteur contre l'Olympique de Marseille puis l'AS Monaco,. Contre ces derniers, il marque le but de la victoire, dans une performance remarquée par la presse,. Romain Faivre impressionne tout au long de sa première saison, notamment grâce à sa qualité de passe, ses premières touches de balle très précises et son aisance technique.
En 2020-2021, il marque six buts et adresse cinq passes décisives avec le Stade brestois. Son équipe parvient à se maintenir en Ligue 1.
À l'été 2021, Romain Faivre est convoité par l'AC Milan, qui fait plusieurs offres d'achat au Stade brestois. Lors de la quatrième journée de Ligue 1, le 29 août, Romain Faivre décide de ne pas se rendre au déplacement face au RC Strasbourg avec son équipe : « Je ne voulais pas compromettre un possible départ à l'AC Milan. » Finalement, le transfert ne se fait pas. Romain Faivre est sanctionné par le Stade brestois pour son absence à Strasbourg.
Le 31 janvier 2022, il quitte le Stade brestois pour l'Olympique lyonnais dans le cadre d'un transfert évalué à environ 18 M€, assorti d'un contrat courant jusqu'en 2026.
Le 28 janvier 2023, il s'engage sous la forme d'un prêt payant sans option d'achat, avec le FC Lorient, jusqu'à la fin de la saison.

### En sélection
Convoqué par Sylvain Ripoll en octobre 2020, il fait ses débuts avec l'équipe de France espoirs le 8 octobre 2020 contre le Liechtenstein, lors des qualifications pour l'Euro espoirs 2021, marquant un but lors de cette victoire 5-0 dont il dispute les 90 minutes,. Il réitère en inscrivant au match retour le deuxième but de la rencontre contre cette même équipe, là encore lors d'une victoire sur le score de 0-5, le 12 novembre 2020.

## Statistiques
| Saison                | Club                     | Championnat           | Championnat | Championnat | Championnat | Coupe nationale | Coupe nationale | Coupe nationale | Coupe de la Ligue | Coupe de la Ligue | Coupe de la Ligue | Compétition(s) continentale(s) | Compétition(s) continentale(s) | Compétition(s) continentale(s) | Compétition(s) continentale(s) | Total | Total | Total |
| Saison                | Club                     | Division              | M.          | B.          | P.d.        | M.              | B.              | P.d.            | M.                | B.                | P.d.              | Comp.                          | M.                             | B.                             | P.d.                           | M.    | B.    | P.d.  |
| 2018-2019             | AS Monaco                | Ligue 1               | 1           | 0           | 0           | 1               | 0               | 0               | 2                 | 0                 | 0                 | C1                             | -                              | -                              | -                              | 4     | 0     | 0     |
| 2019-2020             | AS Monaco                | Ligue 1               | -           | -           | -           | -               | -               | -               | -                 | -                 | -                 | -                              | -                              | -                              | -                              | 0     | 0     | 0     |
| Sous-total            | Sous-total               | Sous-total            | 1           | 0           | 0           | 1               | 0               | 0               | 2                 | 0                 | 0                 | -                              | 0                              | 0                              | 0                              | 4     | 0     | 0     |
| 2020-2021             | Stade brestois 29        | Ligue 1               | 36          | 6           | 5           | 1               | 0               | 0               | -                 | -                 | -                 | -                              | -                              | -                              | -                              | 37    | 6     | 5     |
| 2021-2022             | Stade brestois 29        | Ligue 1               | 21          | 7           | 5           | 1               | 1               | 0               | -                 | -                 | -                 | -                              | -                              | -                              | -                              | 22    | 8     | 5     |
| Sous-total            | Sous-total               | Sous-total            | 57          | 13          | 10          | 2               | 1               | 0               | 0                 | 0                 | 0                 | -                              | 0                              | 0                              | 0                              | 59    | 14    | 10    |
| 2021-2022             | Olympique lyonnais       | Ligue 1               | 14          | 3           | 0           | -               | -               | -               | -                 | -                 | -                 | C3                             | 4                              | 0                              | 0                              | 18    | 3     | 0     |
| 2022-2023             | Olympique lyonnais       | Ligue 1               | 10          | 0           | 1           | -               | -               | -               | -                 | -                 | -                 | -                              | -                              | -                              | -                              | 10    | 0     | 1     |
| Sous-total            | Sous-total               | Sous-total            | 24          | 3           | 1           | 0               | 0               | 0               | 0                 | 0                 | 0                 | -                              | 4                              | 0                              | 0                              | 28    | 3     | 1     |
| 2022-2023             | FC Lorient (prêt)        | Ligue 1               | 16          | 5           | 4           | 1               | 0               | 0               | -                 | -                 | -                 | -                              | -                              | -                              | -                              | 17    | 5     | 4     |
| 2023-2024             | AFC Bournemouth          | Premier League        | 5           | 0           | 0           | 1               | 0               | 0               | -                 | -                 | -                 | -                              | -                              | -                              | -                              | 6     | 0     | 0     |
| 2023-2024             | FC Lorient (prêt)        | Ligue 1               | 17          | 5           | 1           | -               | -               | -               | -                 | -                 | -                 | -                              | -                              | -                              | -                              | 17    | 5     | 1     |
| 2024-2025             | Stade brestois 29 (prêt) | Ligue 1               | 20          | 3           | 2           | 4               | 0               | 1               | -                 | -                 | -                 | C1                             | 8                              | 0                              | 0                              | 32    | 3     | 3     |
| Total sur la carrière | Total sur la carrière    | Total sur la carrière | 140         | 29          | 18          | 9               | 1               | 1               | 2                 | 0                 | 0                 | -                              | 12                             | 0                              | 0                              | 163   | 30    | 19    |